# 砂原庸介
砂原 庸介（すなはら ようすけ、1978年7月 - ）は、日本の政治学者。神戸大学大学院法学研究科教授。専門は地方政治。大阪府生まれ。

## 経歴
略歴は以下のとおり。
- 1997年03月 - 灘高等学校卒業
- 2001年03月 - 東京大学教養学部総合社会科学科相関社会科学分科卒業
- 2003年03月 - 東京大学大学院総合文化研究科(国際社会科学専攻)修士課程修了
- 2006年03月 - 東京大学大学院総合文化研究科(国際社会科学専攻)博士課程単位取得退学
- 2006年04月 - 日本学術振興会特別研究員（PD）
- 2009年03月 - 博士（学術）（東京大学・学位論文「地方政府の選択と制度的制約 : 分権時代における地方政治の実証分析」）
- 2009年04月 - 大阪市立大学大学院法学研究科准教授
- 2013年10月 - 大阪大学大学院法学研究科准教授
- 2016年04月 - 神戸大学大学院法学研究科准教授
- 2017年04月 - 神戸大学大学院法学研究科教授

## 著書

### 単著
- 『地方政府の民主主義――財政資源の制約と地方政府の政策選択』（有斐閣、2011年）
- 『大阪――大都市は国家を超えるか』（中公新書、2012年）：第35回サントリー学芸賞（政治・経済部門）受賞作
- 『民主主義の条件』（東洋経済新報社、2015年）
- 『分裂と統合の日本政治――統治機構改革と政党システムの変容』（千倉書房、2017年）：第17回大佛次郎論壇賞受賞作
- 『新築がお好きですか？――日本における住宅と政治』（ミネルヴァ書房、2018年）

### 共著
- （稗田健志・多湖淳）『政治学の第一歩』（有斐閣、2015年）